# Meroleuca venosa
Meroleuca venosa är en fjärilsart som beskrevs av Walker 1855. Meroleuca venosa ingår i släktet Meroleuca och familjen påfågelsspinnare. Inga underarter finns listade i Catalogue of Life.